# Scotteus ochroleucus
Scotteus ochroleucus är en stekelart som beskrevs av Masi 1917. Scotteus ochroleucus ingår i släktet Scotteus och familjen sköldlussteklar.
Artens utbredningsområde är Seychellerna. Inga underarter finns listade i Catalogue of Life.